# فتحعلی اویسی
فتحعلی اویسی فردویی (۲۵ دی ۱۳۲۴ – ۱۳ مهر ۱۴۰۰) بازیگر و کارگردان ایرانی بود. او فارغ‌التحصیل کارگردانی و بازیگری سینما از دانشگاه ایالتی تگزاس در سال ۱۳۵۳ بود و در همان سال به ایران بازگشت و عضو تلویزیون ایران شد. فعالیت سینمایی او با بازی در فیلم قدغن از علیرضا داوودنژاد در سال ۱۳۵۷ آغاز شد. اویسی در طول ۴۰ سال فعالیت خود در فیلم‌های گوناگونی نقش‌آفرینی کرد و برای نقش‌های کمدی و دراماتیکش شهرت داشت. او چند فیلم را نیز کارگردانی کرد. او در سال ۱۳۷۱ فیلم مریم و میتیل را ساخت و جایزهٔ دیپلم افتخار بهترین فیلمنامه از جشنواره فیلم فجر را دریافت کرد.
اویسی در آثار سینمایی مانند هی جو (۱۳۶۷)، بانو (۱۳۷۰)، جهان‌پهلوان تختی (۱۳۷۶) مومیایی ۳ (۱۳۷۸) و کلاهی برای باران (۱۳۸۵) ایفای نقش کرد. او برای بازی در فیلم‌های ناخدا خورشید (۱۳۶۵) و سرب (۱۳۶۷) نامزد دریافت سیمرغ بلورین بهترین بازیگر نقش مکمل مرد جشنواره فیلم فجر شد.

## فعالیت‌ها
اویسی مدرک فوق‌لیسانس خود را در رشته بازیگری و کارگردانی سینما از آمریکا گرفت و در سال ۱۳۵۳ به ایران بازگشت. او از سال ۱۳۵۴ عضو «گروه دانش تلویزیون» شد و به فیلم‌سازی و ساخت مستند علمی روی آورد. او نخستین فیلم کوتاه و ۳۵ میلی‌متری خود را در سال ۱۳۵۴ با نام سه شنبه آخر ساخت.
اویسی در کنار هنرمندانی مانند غلامحسین لطفی، داریوش ارجمند، و حسین نوری از اندک اعضای مؤسسه هنرمندان پیش‌کسوت بود که در سینما هم سابقه بازیگری و هم سابقه کارگردانی را داشت.
فتحعلی اویسی علاوه بر فعالیت در عرصه سینما، تئاتر و تلویزیون، در خوانندگی نیز فعالیت داشت. قطعه «می‌زند باران به شیشه» از وی به محبوبیت رسید و در سال ۱۳۸۶ به همراه گروه موسیقی «آرپژ» در کاخ سعدآباد به اجرای کنسرت پرداخت.
در سال ۱۳۹۱ اویسی به همراه پسرش آلبوم خانه دل را منتشر کرد.

## درگذشت

مراسم نماز میت فتحعلی اویسی در قطعه هنرمندان بهشت زهرا، ۱۴ مهر ۱۴۰۰

فتحعلی اویسی سه‌شنبه ۱۳ مهر ۱۴۰۰ به دلیل سکته مغزی در بیمارستان لاله در شهرک غرب تهران درگذشت و در روز چهارشنبه ۱۴ مهر ۱۴۰۰ در قطعه هنرمندان بهشت زهرا به خاک سپرده شد. در مراسم تشیع جنازه وی جمعی از هنرمندان و اصحاب رسانه از جمله امیر جعفری، رضا بنفشه‌خواه، محمد شیری و علی صالحی شاعر و نویسنده ایرانی، و مدیر عامل خانه سینما منوچهر شاهسواری حضور داشتند.

## آثار

### بازیگری

#### سینما
| سال  | نام                    | کارگردان               |
| ---- | ---------------------- | ---------------------- |
| ۱۳۹۹ | کله‌پوک                 | جواد مزدآبادی          |
| ۱۳۹۴ | آپارتمان آقای هنرپیشه  | سید محمدرضا رئیسی      |
| ۱۳۹۳ | بازگشت لوک خوش‌شانس     | مجید کاشی‌فروشان        |
| ۱۳۹۳ | دریاکنار               | آرش معیریان            |
| ۱۳۹۱ | بازنشسته‌ها             | محسن ربیعی             |
| ۱۳۹۰ | بازگشت به آینده        | علی عبدالعلی‌زاده       |
| ۱۳۹۰ | ساعت شلوغی             | آرش معیریان            |
| ۱۳۸۹ | چگونه میلیاردر شدم     | علی عبدالعلی‌زاده       |
| ۱۳۸۹ | داماد خجالتی           | آرش معیریان            |
| ۱۳۸۹ | دردسر بزرگ             | مهدی گلستانه           |
| ۱۳۸۹ | دزدان خیابان جردن      | وحید اسلامی            |
| ۱۳۸۹ | سه نفر روی یک خط       | خسرو ملکان             |
| ۱۳۸۸ | افراطی‌ها               | جهانگیر جهانگیری       |
| ۱۳۸۸ | شیر و عسل              | آرش معیریان            |
| ۱۳۸۷ | چارچنگولی              | سعید سهیلی             |
| ۱۳۸۵ | کلاهی برای باران       | مسعود نوابی            |
| ۱۳۸۵ | مادر زن سلام           | خسرو ملکان             |
| ۱۳۸۴ | مسیح                   | نادر طالب‌زاده          |
| ۱۳۸۳ | انتخاب                 | تورج منصوری            |
| ۱۳۸۳ | بشارت منجی             | نادر طالب‌زاده          |
| ۱۳۸۲ | بله‌برون                | داوود موثقی            |
| ۱۳۸۱ | دوشیزه                 | محمد درمنش             |
| ۱۳۸۱ | زندانی ۷۰۷             | حبیب‌الله بهمنی         |
| ۱۳۷۸ | مومیایی ۳              | محمدرضا هنرمند         |
| ۱۳۷۷ | خط‌ها و سایه‌ها          | بهروز فرجی             |
| ۱۳۷۷ | لژیون                  | سید ضیاءالدین دری      |
| ۱۳۷۶ | جهان‌پهلوان تختی        | علی حاتمی، بهروز افخمی |
| ۱۳۷۵ | گاومیش‌ها               | اکبر صادقی             |
| ۱۳۷۴ | پاتک                   | علی‌اصغر شادروان        |
| ۱۳۷۴ | حادثه در کندوان        | جهانگیر جهانگیری       |
| ۱۳۷۳ | مرضیه                  | اسفندیار شهیدی         |
| ۱۳۷۳ | می‌خواهم زنده بمانم     | ایرج قادری             |
| ۱۳۷۲ | آخرین خون              | منوچهر مصیری           |
| ۱۳۷۲ | بدل                    | جهانگیر جهانگیری       |
| ۱۳۷۱ | پرواز را به خاطر بسپار | حمید رخشانی            |
| ۱۳۷۰ | بانو                   | داریوش مهرجویی         |
| ۱۳۷۰ | پرنده آهنین            | علی شاه‌حاتمی           |
| ۱۳۷۰ | دلشدگان                | علی حاتمی              |
| ۱۳۷۰ | قرق                    | احمد هاشمی             |
| ۱۳۷۰ | مسافران دره انار       | یدالله نوعصری          |
| ۱۳۶۹ | حکایت آن مرد خوشبخت    | رضا حیدرنژاد           |
| ۱۳۶۹ | سایه خیال              | حسین دلیر              |
| ۱۳۶۸ | دستمزد                 | مجید جوانمرد           |
| ۱۳۶۸ | ریحانه                 | علیرضا رئیسیان         |
| ۱۳۶۸ | گل سرخ                 | حمید تمجیدی            |
| ۱۳۶۸ | هامون                  | داریوش مهرجویی         |
| ۱۳۶۷ | تفنگ‌های سحرگاه         | حمید تمجیدی            |
| ۱۳۶۷ | سرب                    | مسعود کیمیایی          |
| ۱۳۶۷ | هی جو                  | منوچهر عسگری‌نسب        |
| ۱۳۶۶ | پرنده کوچک خوشبختی     | پوران درخشنده          |
| ۱۳۶۵ | ناخدا خورشید           | ناصر تقوایی            |
| ۱۳۶۳ | سردار جنگل             | امیر قویدل             |
| ۱۳۵۹ | راهی به‌سوی خدا         | جلال مهربان            |
| ۱۳۵۷ | قدغن                   | علیرضا داوودنژاد       |

#### تلویزیون
| سال       | نام                              | کارگردان                      | سمت              | توضیحات                            |
| --------- | -------------------------------- | ----------------------------- | ---------------- | ---------------------------------- |
| ۱۳۹۵      | برنامه تلویزیونی خندوانه         | رامبد جوان                    | مهمان            |                                    |
| ۱۳۹۴      | معمای شاه                        | محمدرضا ورزی                  | بازیگر مهمان     | در نقش زندانی سیاسی                |
| ۱۳۹۱      | دست بالای دست                    | سید محسن یوسفی                | بازیگر، خواننده  | در نقش «آقای مجلسی»                |
| ۱۳۹۰      | کسی خوابه؟                       | سید جواد رضویان               | بازیگر           | در نوروز ۱۳۹۱ پخش شد.              |
| ۱۳۹۰      | سایه‌روشن                         | آرش معیریان                   | بازیگر           |                                    |
| ۱۳۸۹–۱۳۸۸ | دارا و ندار                      | مسعود ده‌نمکی                  | بازیگر           | در نقش «تیمور-فتحعلی»              |
| ۱۳۸۵      | زیرزمین                          | علیرضا افخمی                  | بازیگر           | در نقش «فرج فرجیان»                |
| ۱۳۸۵      | بایرام                           | مسعود نوابی                   | بازیگر           |                                    |
| ۱۳۸۳      | کمربندها را ببندیم               | مهدی مظلومی                   | بازیگر، خواننده  | در نقش «آقای ملکی»                 |
| ۱۳۸۲      | باغچه مینو                       | رضا صفدری                     | بازیگر، خواننده  | در نقش «خان داداش»                 |
| ۱۳۸۱      | در کنار هم                       | فتحعلی اویسی                  | بازیگر، کارگردان |                                    |
| ۱۳۸۱      | بدون شرح                         | مهدی مظلومی                   | بازیگر           | در نقش «کیومرث کاووسی»             |
| ۱۳۸۱      | فرمان                            | مسعود رشیدی                   | بازیگر           |                                    |
| ۱۳۸۱–۱۳۸۰ | تله تئاتر «به سوی دمشق»          | حمید سمندریان                 | بازیگر           | نویسنده: «آوگوست استریندبری»       |
| ۱۳۸۱–۱۳۷۷ | تفنگ سرپر                        | امرالله احمدجو                | بازیگر           |                                    |
| ۱۳۸۰      | چمدان‌های بسته                    | محمد صالح‌علا                  | بازیگر           | پخش در نوروز ۱۳۸۱                  |
| ۱۳۸۰      | تله تئاتر «زارع شیکاگو»          | سیروس ابراهیم‌زاده             | بازیگر           | کارگردان تلویزیونی: مسعود فروتن    |
| ۱۳۸۰      | تصمیم نهایی                      | محسن شاه‌محمدی                 | بازیگر           |                                    |
| ۱۳۸۰–۱۳۷۹ | خورشید و ماه                     | مهدی حسینی‌وند                 | بازیگر           |                                    |
| ۱۳۸۰–۱۳۷۹ | چراغ جادو                        | همایون اسعدیان                | بازیگر           |                                    |
| ۱۳۷۹      | ولایت عشق                        | مهدی فخیم‌زاده                 | بازیگر           | در نقش «رجاء ابن ابی ضحاک»         |
| ۱۳۷۹      | کاکتوس (سری دوم)                 | محمدرضا هنرمند                | بازیگر           |                                    |
| ۱۳۷۹      | آبدارشاه                         | رحیم رحیمی‌پور                 | بازیگر           |                                    |
| ۱۳۷۹      | تله تئاتر «در پوست شیر»          | شهره لرستانی                  | بازیگر           |                                    |
| ۱۳۷۹      | خانه ما                          | مسعود کرامتی                  | بازیگر مهمان     |                                    |
| ۱۳۷۹–۱۳۷۸ | پس از باران                      | سعید سلطانی                   | بازیگر           |                                    |
| ۱۳۷۷      | به او بگوئید دوستش دارم          | حمید تمجیدی                   | بازیگر           |                                    |
| ۱۳۷۶      | تله تئاتر «قضیه رابرت اوپنهایمر» | محمود عزیزی                   | بازیگر           |                                    |
| ۱۳۷۷–۱۳۷۵ | قصه‌ها                            | محمدرضا اعلامی                | بازیگر           |                                    |
| ۱۳۷۶–۱۳۷۵ | عملیات فوق سری                   | امیر قویدل                    | بازیگر           |                                    |
| ۱۳۷۶–۱۳۷۵ | تهران ۱۱–۵۹۵ ج ۴۸                | مرضیه برومند                  | بازیگر           | بازی در اپیزود «یک قرار مهم»       |
| ۱۳۷۵–۱۳۷۳ | تنهاترین سردار                   | مهدی فخیم‌زاده                 | بازیگر           | در نقش «مروان بن حکم»              |
| ۱۳۷۱      | چمدان                            | محمدرضا پاسدار                | بازیگر           |                                    |
| ۱۳۷۲–۱۳۷۰ | مش خیرالله صندوقچه اسرار         | داریوش مؤدبیان، حسین فردرو    | بازیگر           | بازی در اپیزود «ماشالله پسر شمشیر» |
| ۱۳۷۰–۱۳۶۹ | مسافران دره انار                 | یدالله نوعصری                 | بازیگر           |                                    |
| ۱۳۶۶–۱۳۶۳ | سردار جنگل                       | بهروز افخمی                   | بازیگر           | در نقش «مشهدی علیشاه»              |
| ۱۳۶۳      | سربداران                         | محمدعلی نجفی                  | بازیگر           | در نقش «ایلچی طغای»                |
| ۱۳۵۴–۱۳۵۳ | دلیران تنگستان                   | همایون شهنواز، ابراهیم مختاری | بازیگر           | در نقش یکی از عوامل سفارت انگلیس   |

### کارگردانی
| سال  | نام          |
| ---- | ------------ |
| ۱۳۷۳ | سربلند       |
| ۱۳۷۱ | مریم و میتیل |
| ۱۳۶۷ | باو          |
| ۱۳۶۳ | مادر         |
| ۱۳۶۰ | سه شنبه آخر  |